# 絵葉書

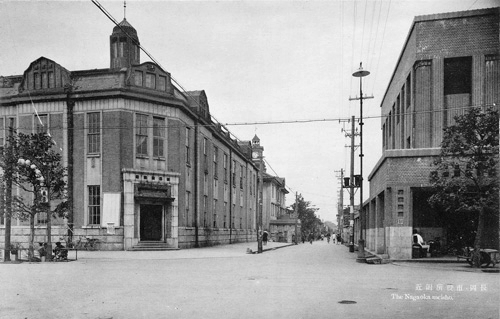
長岡市役所の絵葉書

絵葉書（えはがき）は裏面に絵や写真を印刷した郵便はがきである。ポストカードとも呼ばれる。

## 歴史

### 日本
日本の絵葉書の歴史は1900年（明治33年）に私製はがきの使用が認可されたことに始まる。ただし、それ以前から「絵葉書」は存在しており、1952年（昭和27年）頃からは官製はがきの裏面の一部に景色や風俗画を印刷して外国人向けに販売したものや、年賀郵便向けに絵を印刷したものが発行されていた。私製絵葉書としては認可後すぐに雑誌「今生少年」の付録として作られた「二少年しゃぼん玉を吹く図」が日本の第一号とされる。その後、日露戦争の記念絵葉書がブームとなったことで大衆に浸透することとなった。逓信省から「第1回戦役記念絵葉書」が発売された際には購入希望者が郵便局に殺到して負傷者が続出し、神田万世橋郵便局では死者が出ている。しかし、関東大震災や太平洋戦争によって徐々に絵葉書収集は下火となった。
認可当初は表面に住所氏名のみの記載しか認められておらず、通信文を記入した場合罰金が発生していたが、1907年（明治40年）からは下部3分の1以内に通信文の記載が認められ、1918年（大正7年）には2分の1に拡大された。